# Fourbanne
Fourbanne é uma comuna francesa na região administrativa de Borgonha-Franco-Condado, no departamento de Doubs. Estende-se por uma área de 1,97 km². Em 2010 a comuna tinha 181 habitantes (densidade: 91,9 hab./km²).